# Арба (река)
Арба — река в России, протекает в Тоншаевском районе Нижегородской области. Устье реки находится в 39 км по левому берегу реки Ошма. Длина реки составляет 26 км, площадь водосборного бассейна 102 км².
Исток реки в лесах к северу от деревни Письменер (Ложкинский сельсовет) в 14 км к юго-востоку от посёлка Тоншаево. Река течёт на восток, в среднем течении протекает деревню Шатташкем. Крупнейший приток — Максимиха (правый). Впадает в Ошму ниже посёлка Южный.

## Данные водного реестра
По данным государственного водного реестра России, река относится к Камскому бассейновому округу, водохозяйственный участок реки — Вятка от города Котельнич до водомерного поста посёлка городского типа Аркуль, речной подбассейн реки — Вятка. Речной бассейн реки — Кама.
По данным геоинформационной системы водохозяйственного районирования территории РФ, подготовленной Федеральным агентством водных ресурсов:
- Код водного объекта в государственном водном реестре — 10010300412111100036726
- Код по гидрологической изученности (ГИ) — 111103672
- Код бассейна — 10.01.03.004
- Номер тома по ГИ — 11
- Выпуск по ГИ — 1